# مغایرت (کارت اعتباری)
وقتی یک مشتری اعتبار یک یا چند تراکنش از تراکنش‌های ثبت شده برای حسابش (حساب کارت اعتباری یا کارت نقدی) را زیر سؤال می‌برد، یا اعتراضی نسبت به آن دارد، در واقع یک مغایرت پیش آمده‌است. این مغایرت به دلایل گوناگون به وجود می‌آید: عدم تحویل کالا توسط فروشنده، کالای معیوب، نارضایتی از کالا یا سرویس ارائه شده، تقلب، شارژ اضافی و …
در ایالات متحده، در صورت تقلب، دارنده کارت ماکزیمم تا ۵۰ دلار مسئول است.